# Textile lumineux
 (janvier 2011).
Si vous disposez d'ouvrages ou d'articles de référence ou si vous connaissez des sites web de qualité traitant du thème abordé ici, merci de compléter l'article en donnant les références utiles à sa vérifiabilité et en les liant à la section « Notes et références ».
Un textile lumineux est un article en textile auquel a été ajouté un accessoire lumineux, tel que des diodes électroluminescentes (LED), des OLED, un élément électroluminescent ou encore des fibres optiques. Ce type de textile peut être employé pour des applications liées à la mode, mais aussi pour la sécurité (visibilité nocturne), l'ameublement, la communication, la publicité, dans les transports (identification des sièges, décoration intérieure, fléchage d'urgence, signature lumineuse) ou en architecture.
Par ailleurs, le textile lumineux est également employé pour des applications plus techniques, en remplacement de source lumineuses plus épaisses et plus rigides, comme pour la photothérapie, la photocatalyse ou la photosynthèse.
Le textile lumineux fait partie des textiles intelligents.

## Textile lumineux à base de LED
Des LED peuvent être intégrées dans un textile par couture, collage ou broderie. Chacune des LED est reliée à un fil conducteur, qui permet de les commander indépendamment ou par groupe, afin d'afficher un texte, un motif, un logo, etc. Plusieurs exemples ont été commercialisés, principalement pour la mode, la communication ou la publicité.
Le tee-shirt équalizer, par exemple, est orné d'un panneau à LED détachable ou non qui réagit selon l'intensité de la musique. Il est prisé des « clubbers » ou autre « geeks », et amuse plus largement un large public féru d'objets high-tech. Chacun d'entre eux a été spécialement conçu pour réagir à l'intensité du son à travers un capteur placé dans une petite poche du t-shirt au niveau de la hanche. Chaque t-shirt est muni d'un boitier accrochable à la ceinture. Il est possible de régler l'intensité de chaque t-shirt grâce à une molette de réglage placée sur le boitier. Les t-shirts equalizer utilisent la technologie des LEDs pour répercuter l'intensité du son sur le t-shirt.

## Textile lumineux à base d'OLED
Certaines recherches visent à intégrer des OLED dans un textile. Cependant, en raison de la sensibilité de l'OLED, elles sont encore peu développées.

## Textile lumineux électroluminescent
Des câbles électroluminescents ou des tissus enduits d'un matériau électroluminescent peuvent servir à la conception d'un textile lumineux.

## Textile lumineux à base de fibres optiques
Les fibres optiques peuvent être employées pour d'autres applications que la transmission de données longue distance : travaillées de manière adaptée, par tissage, tricotage, tressage ou encore broderie, elles peuvent servir à la conception d'un textile lumineux. Une étape est parfois nécessaire pour rendre la fibre optique capable de diffuser la lumière. Cette diffusion peut s'obtenir par un procédé mécanique (dégradation de la gaine de la fibre optique par abrasion, courbure de la fibre au-delà de son rayon de courbure), thermique (traitement par laser) ou chimique (traitement par solvant).